# Sundasciurus robinsoni
Sundasciurus robinsoni — вид гризунів родини Sciuridae. Вони зустрічаються в Індонезії, Малайзії та Таїланді.
Вид S. robinsoni має спину кольору від середньо-коричневого з помаранчевим агуті до темно-коричневого (S. r. vanakeni), а черево варіюється від білого до блідо-жовтого/жовто-білого, зі зменшенням ступеня цього блідого забарвлення та відсутністю чітких країв у випадку S. r. vanakeni. Деякі популяції (S. r. balae та S. r. vanakeni) мають сірувате внутрішнє забарвлення кінцівок, тоді як інші – ні (S. r. robinsoni).